# 路径追踪

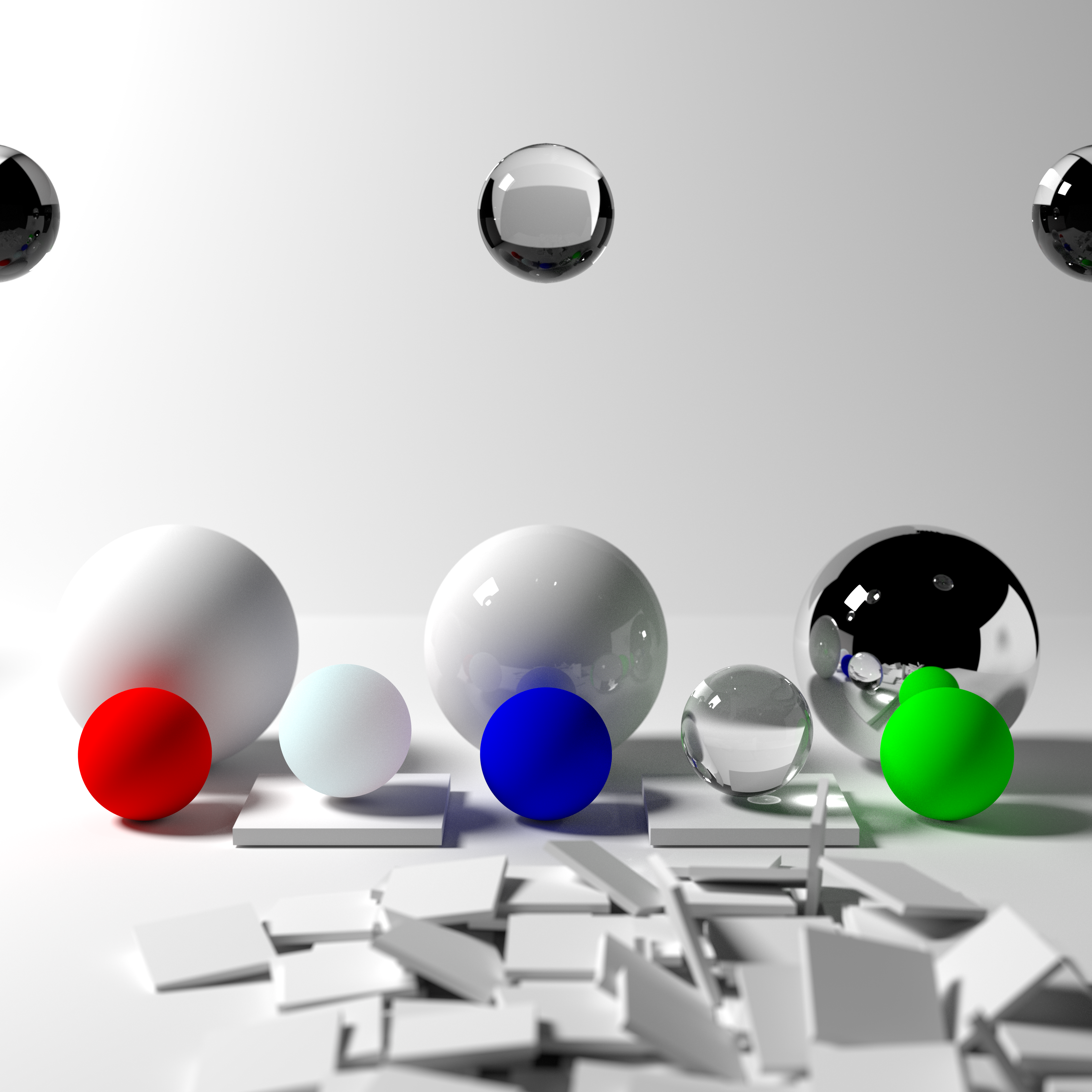
通過路径追踪渲染的图像

路径追踪是一種用于渲染三维图像的算法，也是一种蒙地卡羅方法，通過路径追踪，全局光照的效果可以更逼真。

## 历史
1986年，吉姆·卡吉雅提出了路徑追蹤。十年后，路径追踪算法又得到改進。